# 商業組合法
商業組合法（しょうぎょうくみあいほう、昭和7年9月6日法律第25号）は、商業組合に関する法律である。
1932年9月6日に公布、同年10月1日に施行された。大正時代までは中小の商業に関する法制度は未整備のままであったが、世界恐慌の進行と百貨店などの大企業によって中小の商業が圧迫されるようになり、これらを保護することを目的として制定された。商業組合を結成してカルテル的組合を組織し、組合員の営業に関する調査・研究・指導を目的としていた。だが、その条文には必要に応じて官公庁による組合および組合員に対する指導・統制命令が出せる規定（第9条）があった。1935年にはこれらの商業組合の全国団体である商業組合連合会が結成されるに至ったが、政府は太平洋戦争開始とともに中小商業の整理に方針を転換し、1943年3月13日に公布された商工組合法に統合されることとなり、同法施行の同年7月20日に廃止された。